# 402 Chloë
402 Chloë là một tiểu hành tinh lớn ở vành đai chính. Nó được xếp loại tiểu hành tinh kiểu K.
Tiểu hành tinh này do Auguste Charlois phát hiện ngày 21.3.1895 ở Nice và được đặt theo tên Chloe trong thần thoại Hy Lạp.